# Majortävlingar
Majortävlingar (engelska: majors) är samlingsnamnet på de största och mest prestigeladdade golftävlingarna för damer och herrar.

## Majortävlingar, herrar
De ursprungliga fyra majortävlingarna var The Open Championship, The British Amateur eller The Amateur Championship, U.S. Open, och U.S. Amateur. De två amatörtävlingarna har ersatts av The Masters och PGA Championship. Den äldsta majortävlingen är The Open Championship som hålls i England eller Skottland medan de övriga tävlingarna hålls i USA. The Masters Tournament spelas alltid på samma bana, medan övriga majortävlingar byter bana varje år. Varje major har sin egen historia och organiseras av sin egen organisation, men de räknas som officiella tävlingar på de två mest prestigefyllda tourerna i världen, PGA-touren och PGA European Tour. De fyra majortävlingarna spelas i följande kronologiska ordning:
- The Masters Tournament - april
- PGA Championship - maj
- US Open - juni
- The Open Championship - juli

Vid sidan av Ryder Cup, som spelas vartannat år, är majortävlingar årligen återkommande höjdpunkter. Elitspelare från hela världen deltar i tävlingarna och bedömningen av vilka som är de bästa spelarna i golfhistorien baseras mycket på hur många majortävlingar som spelaren har vunnit. Prispengarna är inte de högsta inom golfen, The Players Championship och ett fåtal inbjudningstävlingar har högre prissummor, men att vinna en major betyder betydligt mer för spelarens karriär än någon annan golftävling. Den kanske viktigaste fördelen med att vinna en major är förturen till olika tourer. Den amerikanska PGA-touren ger förtur till majorvinnare i fem år vilket ger spelaren en säkerhet för en lång tid framåt i en annars osäker yrkesutövning.
Jack Nicklaus har vunnit flest majortävlingar i golfhistorien, och den spelare som ligger närmast efter honom är Tiger Woods, med 15 segrar. Tiger Woods är även den spelare som varit närmast att göra Grand Slam i de nuvarande majortävlingarna. År 2000 vann han US Open, The Open och PGA Championship medan segern i The Masters kom 2001 och därmed hade han vunnit alla fyra tävlingar i rad men dock inte under samma år. Bobby Jones gjorde dock en Grand Slam 1930 genom att vinna samtliga fyra ursprungliga majortävlingar.

## Majortävlingar, damer
Damernas golf har gått igenom flera uppsättningar av majortävlingar och deras system är yngre och mindre etablerat än herrarnas. Många slagspelstävlingar för damer spelas över 54 hål medan majortävlingar spelas över 72 hål. LPGA:s lista över majortävlingar har ändrats flera gånger genom åren med den senaste förändringen 2001 efter att du Maurier Classic i Kanada fick ställas in sedan landet införde restriktioner om tobaksreklam. Tävlingen ersattes med Women's British Open. Till skillnad från herrarnas majortävlingar så finns inom damgolfen ingen global överenskommelse mellan organisationerna om vilka tävlingar som ska ingå i majortävlingar. Ladies European Tour är inte med i organisationen av de amerikanska majortävlingarna och har, förutom Women's British Open, bara Evian Masters i Frankrike som de räknar som majortävling. LPGA har fyra tävlingar som de räknar som majortävlingar och de är:
- Kraft Nabisco Championship
- U.S. Women's Open
- LPGA Championship
- Ricoh Women's British Open
- Evian Championship

Genom åren har sju tävlingar varit klassade som damernas major. Antalet under säsongen har ändrats genom åren mellan två och fyra tävlingar. Den första tävlingen som klassificerades som major hölls 1930 och den räknas retroaktivt eftersom LPGA inte grundades förrän 1950.
- Womens Western Open: 1930-1967
- Titleholders Championship: 1937-42; 1946-66; 1972
- U.S. Women's Open: 1950-idag
- LPGA Championship: 1955-idag
- du Maurier Classic: 1979-2000
- Kraft Nabisco Championship: 1983-idag
- Women's British Open: 2001-idag
- Evian Championship: 2013-idag

Ingen spelare bland damerna har gjort Grand Slam med fyra majortävlingar, men Babe Zaharias gjorde det 1950 då det bara fanns tre majortävlingar och Sandra Haynie 1974 då det bara fanns två. Sex damer har vunnit fyra olika majortävlingar under sin karriär: Pat Bradley, Juli Inkster, Annika Sörenstam, Louise Suggs, Karrie Webb, och Mickey Wright.

## Majorsegrar, herrar

### Herrar som vunnit mer än en major
För det fall en spelare vinner samtliga majortävlingar under ett och samma år, anses spelaren ha gjort en Grand Slam. Bobby Jones vann en Original Grand Slam 1930.
Om spelaren vunnit samtliga fyra majortävlingar, men inte vunnit alla samma år, så kallas det för en Career Grand Slam (Ibland Modern Grand Slam). Detta har 5 spelare lyckats med: Jack Nicklaus, Tiger Woods, Ben Hogan Gary Player, Gene Sarazen och Rory Macllroy 
| Spelare               | Antal segrar | The Masters Tournament             | US Open                 | The Open Championship              | PGA Championship             |  |
| Jack Nicklaus         | 18           | 1963, 1965, 1966, 1972, 1975, 1986 | 1962, 1967 , 1972, 1980 | 1966, 1970, 1978                   | 1963, 1971, 1973, 1975, 1980 |  |
| Tiger Woods           | 15           | 1997, 2001, 2002, 2005, 2019       | 2000, 2002, 2008        | 2000, 2005, 2006                   | 1999, 2000, 2006, 2007       |  |
| Walter Hagen          | 11           |                                    | 1914, 1919              | 1922, 1924,1928, 1929              | 1921, 1924, 1925, 1926, 1927 |  |
| Ben Hogan             | 9            | 1951, 1953                         | 1948,1950,1951,1953     | 1953                               | 1946, 1948                   |  |
| Gary Player           | 9            | 1961,1974,1978                     | 1965                    | 1959, 1968, 1974                   | 1962, 1972                   |  |
| Tom Watson            | 8            | 1977, 1981                         | 1982                    | 1975, 1977, 1980, 1982, 1983       |                              |  |
| Bobby Jones ¹         | 7            |                                    | 1923, 1926, 1929, 1930  | 1926, 1927, 1930                   |                              |  |
| Arnold Palmer         | 7            | 1958, 1960, 1962, 1964             | 1960                    | 1961, 1962                         |                              |  |
| Gene Sarazen          | 7            | 1935                               | 1922, 1932              | 1932                               | 1922, 1923, 1933             |  |
| Sam Snead             | 7            | 1949, 1952, 1954                   |                         | 1946                               | 1942, 1949, 1951             |  |
| Harry Vardon          | 7            |                                    | 1900                    | 1896, 1898, 1899, 1903, 1911, 1914 |                              |  |
| Nick Faldo            | 6            | 1989, 1990, 1996                   |                         | 1987, 1990, 1992                   |                              |  |
| Lee Trevino           | 6            |                                    | 1968, 1971              | 1971, 1972                         | 1974, 1984                   |  |
| Phil Mickelson        | 6            | 2004, 2006, 2010                   |                         | 2013                               | 2005, 2020/2021              |  |
| Severiano Ballesteros | 5            | 1980, 1983                         |                         | 1979, 1984, 1988                   |                              |  |
| James Braid           | 5            |                                    |                         | 1901, 1905, 1906, 1908, 1910       |                              |  |
| Brooks Koepka         | 5            |                                    | 2017, 2018              |                                    | 2018, 2019, 2023             |  |
| Byron Nelson          | 5            | 1937, 1942                         | 1939                    |                                    | 1940, 1945                   |  |
| John Henry Taylor     | 5            |                                    |                         | 1894, 1895, 1900, 1909, 1913       |                              |  |
| Peter Thomson         | 5            |                                    |                         | 1954, 1955, 1956, 1958, 1965       |                              |  |
| Rory McIlroy          | 5            | 2025                               | 2011                    | 2014                               | 2012, 2014                   |  |
| Willie Anderson       | 4            |                                    |                         | 1901, 1903, 1904, 1905             |                              |  |
| Jim Barnes            | 4            |                                    | 1921                    | 1925                               | 1916, 1919                   |  |
| Ernie Els             | 4            |                                    | 1994, 1997              | 2002, 2012                         |                              |  |
| Raymond Floyd         | 4            | 1976                               | 1986                    |                                    | 1969, 1982                   |  |
| Bobby Locke           | 4            |                                    |                         | 1949, 1950, 1952, 1957             |                              |  |
| Tom Morris Jr         | 4            |                                    |                         | 1868, 1869, 1870, 1872             |                              |  |
| Tom Morris Sr         | 4            |                                    |                         | 1861, 1862, 1864, 1867             |                              |  |
| Willie Park Sr        | 4            |                                    |                         | 1860, 1863, 1866, 1875             |                              |  |
| Jamie Anderson        | 3            |                                    |                         | 1877, 1878, 1879                   |                              |  |
| Tommy Armour          | 3            |                                    | 1927                    | 1931                               | 1930                         |  |
| Julius Boros          | 3            |                                    | 1952, 1963              |                                    | 1968                         |  |
| Billy Casper          | 3            | 1970                               | 1959, 1966              |                                    |                              |  |
| Henry Cotton          | 3            |                                    |                         | 1934, 1937, 1948                   |                              |  |
| Jimmy Demaret         | 3            | 1940, 1947, 1950                   |                         |                                    |                              |  |
| Robert Ferguson       | 3            |                                    |                         | 1880, 1881, 1882                   |                              |  |
| Ralph Guldahl         | 3            | 1939                               | 1937, 1938              |                                    |                              |  |
| Pádraig Harrington    | 3            |                                    |                         | 2007, 2008                         | 2008                         |  |
| Hale Irwin            | 3            |                                    | 1974, 1979, 1990        |                                    |                              |  |
| Cary Middlecoff       | 3            | 1955                               | 1949, 1956              |                                    |                              |  |
| Larry Nelson          | 3            |                                    | 1983                    |                                    | 1981, 1987                   |  |
| Nick Price            | 3            |                                    |                         | 1994                               | 1992, 1994                   |  |
| Denny Shute           | 3            |                                    |                         | 1933                               | 1936, 1937                   |  |
| Vijay Singh           | 3            | 2000                               |                         |                                    | 1998, 2004                   |  |
| Jordan Spieth         | 3            | 2015                               | 2015                    | 2017                               |                              |  |
| Payne Stewart         | 3            |                                    | 1991,1999               |                                    | 1989                         |  |
| Jack Burke            | 2            | 1956                               |                         |                                    | 1956                         |  |
| Ángel Cabrera         | 2            | 2009                               | 2007                    |                                    |                              |  |
| Ben Crenshaw          | 2            | 1984, 1995                         |                         |                                    |                              |  |
| John Daly             | 2            |                                    |                         | 1995                               | 1991                         |  |
| Leo Diegel            | 2            |                                    |                         |                                    | 1928, 1929                   |  |
| Olin Dutra            | 2            |                                    | 1934                    |                                    | 1932                         |  |
| Doug Ford             | 2            | 1957                               |                         |                                    | 1955                         |  |
| David Graham          | 2            |                                    | 1981                    |                                    | 1979                         |  |
| Retief Goosen         | 2            |                                    | 2001, 2004              |                                    |                              |  |
| Hubert Green          | 2            |                                    | 1977                    |                                    | 1985                         |  |
| Harold Hilton ¹       | 2            |                                    |                         | 1892, 1897                         |                              |  |
| Jock Hutchison        | 2            |                                    |                         | 1921                               | 1920                         |  |
| Tony Jacklin          | 2            |                                    | 1970                    | 1969                               |                              |  |
| Lee Janzen            | 2            |                                    | 1993, 1998              |                                    |                              |  |
| Dustin Johnson        | 2            | 2020                               | 2016                    |                                    |                              |  |
| Zach Johnson          | 2            | 2007                               |                         | 2015                               |                              |  |
| Martin Kaymer         | 2            |                                    | 2014                    |                                    | 2010                         |  |
| Bernhard Langer       | 2            | 1985, 1993                         |                         |                                    |                              |  |
| Sandy Lyle            | 2            | 1988                               |                         | 1985                               |                              |  |
| Bob Martin            | 2            |                                    |                         | 1876, 1885                         |                              |  |
| John McDermott        | 2            |                                    | 1911, 1912              |                                    |                              |  |
| Johnny Miller         | 2            |                                    | 1973                    | 1976                               |                              |  |
| Collin Morikawa       | 2            |                                    |                         | 2021                               | 2020                         |  |
| Greg Norman           | 2            |                                    |                         | 1986, 1993                         |                              |  |
| Andy North            | 2            |                                    | 1978, 1985              |                                    |                              |  |
| José Maria Olazábal   | 2            | 1994, 1999                         |                         |                                    |                              |  |
| Mark O'Meara          | 2            | 1998                               |                         | 1998                               |                              |  |
| Willie Park Jr        | 2            |                                    |                         | 1887, 1889                         |                              |  |
| Henry Picard          | 2            | 1938                               |                         |                                    | 1939                         |  |
| Jon Rahm              | 2            | 2023                               | 2021                    |                                    |                              |  |
| Ted Ray               | 2            |                                    | 1920                    | 1912                               |                              |  |
| Paul Runyan           | 2            |                                    |                         |                                    | 1934, 1938                   |  |
| Alex Smith            | 2            |                                    | 1906, 1910              |                                    |                              |  |
| Horton Smith          | 2            | 1934, 1936                         |                         |                                    |                              |  |
| Dave Stockton         | 2            |                                    |                         |                                    | 1970, 1976                   |  |
| Curtis Strange        | 2            |                                    | 1988, 1989              |                                    |                              |  |
| Justin Thomas         | 2            |                                    |                         |                                    | 2017, 2022                   |  |
| Bubba Watson          | 2            | 2012, 2014                         |                         |                                    |                              |  |
| Craig Wood            | 2            | 1941                               | 1941                    |                                    |                              |  |
| Fuzzy Zoeller         | 2            | 1979                               | 1984                    |                                    |                              |  |

¹ Amatör

### Herrar som vunnit major en gång
| Adam Scott (Masters 2013) Al Geiberger (PGA Championship 1966) Alec Ross (US Open 1907) Alexander Herd (The Open 1902) Alf Padgham (The Open 1936) Alf Perry (The Open 1935) Andrew Strath (The Open 1865) Arnaud Massy (The Open 1907) Art Wall (Masters 1959) Arthur Havers (The Open 1923) Ben Curtis (The Open 2003) Bill Rogers (The Open 1981) Billy Burke (US Open 1931) Bob Charles (The Open 1963) Bob Goalby (Masters 1968) Bob Hamilton (PGA Championship 1944) Bob Rosburg (PGA Championship 1959) Bob Tway (PGA Championship 1986) Bobby Nichols (PGA Championship 1964) Chandler Harper (PGA Championship 1950) Charl Schwartzel (Masters 2011) Charles Coody (Masters 1971) Chick Evans (US Open 1916) Chick Harbert (PGA Championship 1954) Claude Harmon (Masters 1948) Corey Pavin (US Open 1995) Craig Stadler (Masters 1982) Cyril Walker (US Open 1924) Danny Willet (Masters 2016) Darren Clarke (The Open 2011) Dave Marr (PGA Championship 1965) David Brown (The Open 1886) David Duval (The Open 2001) David Toms (PGA Championship 2001) | Davis Love III (PGA Championship 1997) Dick Mayer (US Open 1957) Don January (PGA Championship 1967) Dow Finsterwald (PGA Championship 1958) Ed Furgol (US Open 1954) Francis Ouimet (US Open 1913) Fred Couples (Masters 1992) Fred Daly (The Open 1947) Fred Herd (US Open 1898) Fred McLeod (US Open 1908) Gay Brewer (Masters 1967) Gene Littler (US Open 1961) Geoff Ogilvy (US Open 2006) George Archer (Masters 1969) George Duncan (The Open 1920) George Sargent (US Open 1909) Graeme McDowell (US Open 2010) Hal Sutton (PGA Championship 1983) Henrik Stenson (The Open 2016) Herman Keiser (Masters 1946) Horace Rawlins (US Open 1895) Hugh Kirkaldy (The Open 1891) Ian Baker-Finch (The Open 1991) Ian Woosnam (Masters 1991) Jack Burns (The Open 1888) Jack Fleck (US Open 1955) Jack Simpson (The Open 1884) Jack White (The Open 1904) James Foulis (US Open 1896) Jason Dufner (PGA Championship 2013) Jason Day (PGA Championship 2015) Jay Hebert (PGA Championship 1960) Jeff Sluman (PGA Championship 1988) Jerome Travers (US Open 1915) Jerry Barber (PGA Championship 1961) | Jerry Pate (US Open 1976) Jim Ferrier (PGA Championship 1947) Jim Furyk (US Open 2003) Jim Turnesa (PGA Championship 1952) Jimmy Walker (PGA Championship 2016) Joe Lloyd (US Open 1897) John Ball (Am) (The Open 1890) John Mahaffey (PGA Championship 1978) Johnny Farrell (US Open 1928) Johnny Goodman (US Open 1933) Johnny Revolta (PGA Championship 1935) Justin Leonard (The Open 1997) Justin Rose (US Open 2013) Keegan Bradley (PGA Championship 2011) Kel Nagle (The Open 1960) Ken Venturi (US Open 1964) Lanny Wadkins (PGA Championship 1977) Larry Mize (Masters 1987) Laurie Auchterlonie (US Open 1902) Lawson Little (US Open 1940) Lew Worsham (US Open 1947) Lionel Hebert (PGA Championship 1957) Lloyd Mangrum (US Open 1946) Lou Graham (US Open 1975) Louis Oosthuizen (The Open 2010) Lucas Glover (US Open 2009) Mark Brooks (PGA Championship 1996) Mark Calcavecchia (The Open 1989) Max Faulkner (The Open 1951) Michael Campbell (US Open 2005) Mike Weir (Masters 2003) Mungo Park (The Open 1874) Orville Moody (US Open 1969) Patrick Reed (Masters 2018) Paul Azinger (PGA Championship 1993) | Paul Lawrie (The Open 1999) Reg Whitcombe (The Open 1938) Rich Beem (PGA Championship 2002) Richard Burton (The Open 1939) Roberto DeVicenzo (The Open 1967) Sam Parks (US Open 1935) Sergio Garcia (Masters 2017) Scott Simpson (US Open 1987) Shaun Micheel (PGA Championship 2003) Steve Elkington (PGA Championship 1995) Steve Jones (US Open 1996) Stewart Cink (The Open 2009) Todd Hamilton (The Open 2004) Tom Creavy (PGA Championship 1931) Tom Kidd (The Open 1873) Tom Kite (US Open 1992) Tom Lehman (The Open 1996) Tom Weiskopf (The Open 1973) Tommy Aaron (Masters 1973) Tommy Bolt (US Open 1958) Tony Lema (The Open 1964) Tony Manero (US Open 1936) Trevor Immelman (Masters 2008) Vic Ghezzi (PGA Championship 1941) Walter Burkemo (PGA Championship 1953) Wayne Grady (PGA Championship 1990) Webb Simpson (US Open 2012) William Auchterlonie (The Open 1893) Willie Fernie (The Open 1883) Willie Macfarlane (US Open 1925) Willie Smith (US Open 1899) Yang Yong-eun (PGA Championship 2009) |

## Majorsegrar, damer

### Damer som vunnit mer än en major
| Spelare               | Antal segrar | Kraft Nabisco Championship | U.S. Women's Open      | LPGA Championship      | Women's British Open | Evian Championship | du Maurier Classic | Titleholders Championship                | Western Open                             |
| Patty Berg            | 14           |                            |                        |                        |                      |                    |                    | 1937, 1938, 1939, 1948, 1953, 1955, 1957 | 1941, 1943, 1948, 1951, 1955, 1957, 1958 |
| Mickey Wright         | 13           |                            | 1958, 1959, 1961, 1964 | 1958, 1960, 1961, 1963 |                      |                    |                    | 1961, 1962                               | 1962, 1963, 1966                         |
| Louise Suggs          | 10           |                            | 1952                   | 1957                   |                      |                    |                    | 1946, 1954, 1956, 1959                   | 1946, 1947, 1949, 1953                   |
| Annika Sörenstam      | 10           | 2001, 2002, 2005           | 1995, 1996, 2006       | 2003, 2004, 2005       | 2003                 |                    |                    |                                          |                                          |
| Babe Zaharias         | 9            |                            | 1950, 1954             |                        |                      |                    |                    | 1947, 1950, 1952                         | 1940, 1944, 1945, 1950                   |
| Betsy Rawls           | 8            |                            | 1951, 1953, 1957, 1960 | 1959, 1969             |                      |                    |                    |                                          | 1952, 1959                               |
| Juli Inkster          | 7            | 1984, 1989                 | 1999, 2002             | 1999, 2000             |                      |                    | 1984               |                                          |                                          |
| Karrie Webb           | 7            | 2000, 2006                 | 2000, 2001             | 2001                   | 2002                 |                    | 1999               |                                          |                                          |
| Betsy King            | 6            | 1987, 1990, 1997           | 1989, 1990             | 1992                   |                      |                    |                    |                                          |                                          |
| Kathy Whitworth       | 6            |                            |                        | 1967, 1971, 1975       |                      |                    |                    | 1965, 1966                               | 1967                                     |
| Pat Bradley           | 6            | 1986                       | 1981                   | 1986                   |                      |                    | 1980, 1985, 1986   |                                          |                                          |
| Patty Sheehan         | 6            | 1996                       | 1992, 1994             | 1983, 1984, 1993       |                      |                    |                    |                                          |                                          |
| Amy Alcott            | 5            | 1983, 1988, 1991           | 1980                   |                        |                      |                    | 1979               |                                          |                                          |
| Se Ri Pak             | 5            |                            | 1998                   | 1998, 2002, 2006       | 2001                 |                    |                    |                                          |                                          |
| Yani Tseng            | 5            | 2010                       | 2008, 2011             |                        | 2010, 2011           |                    |                    |                                          |                                          |
| Donna Caponi          | 4            |                            | 1969, 1970             | 1979, 1981             |                      |                    |                    |                                          |                                          |
| Hollis Stacy          | 4            |                            | 1977, 1978, 1984       |                        |                      |                    | 1983               |                                          |                                          |
| Inbee Park            | 4            | 2013                       | 2013                   | 2008, 2013             |                      |                    |                    |                                          |                                          |
| Laura Davies          | 4            |                            | 1987                   | 1994, 1996             |                      |                    | 1996               |                                          |                                          |
| Meg Mallon            | 4            |                            | 1991, 2004             | 1991                   |                      |                    | 2000               |                                          |                                          |
| Sandra Haynie         | 4            |                            | 1974                   | 1965, 1974             |                      |                    | 1982               |                                          |                                          |
| Susie Maxwell Berning | 4            |                            | 1968, 1972, 1973       |                        |                      |                    |                    |                                          | 1965                                     |
| Beverly Hanson        | 3            |                            |                        | 1955                   |                      |                    |                    | 1958                                     | 1956                                     |
| Jan Stephenson        | 3            |                            | 1983                   | 1982                   |                      |                    | 1981               |                                          |                                          |
| Mary Mills            | 3            |                            | 1963                   | 1964, 1973             |                      |                    |                    |                                          |                                          |
| Nancy Lopez           | 3            |                            |                        | 1978, 1985, 1989       |                      |                    |                    |                                          |                                          |
| Betty Hicks           | 2            |                            |                        |                        |                      |                    |                    | 1940                                     | 1937                                     |
| Betty Jameson         | 2            |                            |                        |                        |                      |                    |                    |                                          | 1942, 1954                               |
| Brandie Burton        | 2            |                            |                        |                        |                      |                    | 1993, 1998         |                                          |                                          |
| Carol Mann            | 2            |                            | 1965                   |                        |                      |                    |                    |                                          | 1964                                     |
| Cristie Kerr          | 2            |                            | 2010                   | 2007                   |                      |                    |                    |                                          |                                          |
| Dorothy Kirby         | 2            |                            |                        |                        |                      |                    |                    | 1941, 1942                               |                                          |
| Dottie Pepper         | 2            | 1992, 1999                 |                        |                        |                      |                    |                    |                                          |                                          |
| Fay Crocker           | 2            |                            | 1955                   |                        |                      |                    |                    | 1960                                     |                                          |
| Jane Geddes           | 2            |                            | 1986                   | 1987                   |                      |                    |                    |                                          |                                          |
| Ji-Yai Shin           | 2            |                            |                        |                        | 2008, 2012           |                    |                    |                                          |                                          |
| JoAnne Carner         | 2            |                            | 1971, 1976             |                        |                      |                    |                    |                                          |                                          |
| June Beebe            | 2            |                            |                        |                        |                      |                    |                    |                                          | 1931, 1933                               |
| Lorena Ochoa          | 2            |                            | 2008                   |                        | 2007                 |                    |                    |                                          |                                          |
| Marilynn Smith        | 2            |                            |                        |                        |                      |                    |                    | 1963, 1964                               |                                          |
| Opal Hill             | 2            |                            |                        |                        |                      |                    |                    |                                          | 1935, 1936                               |
| Sally Little          | 2            |                            |                        | 1980                   |                      |                    | 1988               |                                          |                                          |
| Sandra Palmer         | 2            |                            | 1975                   |                        |                      |                    |                    | 1972                                     |                                          |
| Sherri Steinhauer     | 2            |                            |                        |                        | 2006                 |                    | 1992               |                                          |                                          |
| Stacy Lewis           | 2            | 2011                       |                        |                        | 2013                 |                    |                    |                                          |                                          |
| Suzann Pettersen      | 2            |                            |                        | 2007                   |                      | 2013               |                    |                                          |                                          |

### Damer som vunnit major en gång
| Alice Miller (Kraft Nabisco Championship 1985) Alison Nicholas (U.S. Women's Open 1997) Anna Nordqvist (LPGA Championship 2009) Bea Barrett (Western Open 1938) Beth Daniel (LPGA Championship 1990) Betty Burfeindt (LPGA Championship 1976) Birdie Kim (U.S. Women's Open 2005) Brittany Lincicome (Kraft Nabisco Championship 2009) Catherine Lacoste (U.S. Women's Open 1967) Cathy Johnston-Forbes (du Maurier Classic 1990) Catriona Matthew (Women's British Open 2009) Chako Higuchi (LPGA Championship 1977) Chris Johnson (LPGA Championship 1997) Colleen Walker (du Maurier Classic 1997) Donna Andrews (Kraft Nabisco Championship 1994) Eun-Hee Ji (U.S. Women's Open 2009) Gloria Ehret (LPGA Championship 1966) Grace Park (Kraft Nabisco Championship 2004) Helen Alfredsson (Kraft Nabisco Championship 1993) Helen Dettweiler (Western Open 1939) Hilary Lunke (U.S. Women's Open 2003) Jane Weiller (Western Open 1932) Janet Anderson (golfspelare) (U.S. Women's Open 1982) Jenny Lidback (du Maurier Classic 1995) Jeong Jang (Women's British Open 2005) Jerilyn Britz (U.S. Open 1979) Joyce Ziske (Western Open 1960) | Jody Anschutz (du Maurier Classic 1987) Judy Kimball (LPGA Championship 1962) Karen Stupples (Women's British Open 2004) Kathy Ahern (LPGA Championship 1972) Kathy Baker (U.S. Women's Open 1985) Kathy Cornelius (U.S. Women's Open 1956) Kelly Robbins (LPGA Championship 1995) Lauri Merten (U.S. Women's Open 1993) Liselotte Neumann (U.S. Women's Open 1988) Maja Stark (U.S. Women's Open 2025) Marian McDougall (Western Open 1934) Marlene Hagge (LPGA Championship 1956) Martha Nause (du Maurier Classic 1994) Mary Lena Faulk (Western Open 1961) Morgan Pressel (Kraft Nabisco Championship 2007) Mrs. Lee Mida (Western Open 1930) Murle Lindstrom (U.S. Women's Open 1962) Na Yeon Choi (U.S. Women's Open 2012) Nanci Bowen (Kraft Nabisco Championship 1995) Nancy Scranton (du Maurier Classic 1991) Pat Hurst (Kraft Nabisco Championship 1998) Pat O'Sullivan (Titleholders 1951) Patricia Meunier-Lebouc (Kraft Nabisco Championship 2003) Paula Creamer (U.S, Women's Open 2010) Peggy Kirk (Titleholders 1949) Pernilla Lindberg (ANA Inspiration 2018) Sandra Post (LPGA Championship 1968) Sandra Spuzich (U.S. Women's Open 1966) Shanshan Feng (LPGA Championship 2012) Sherri Turner (LPGA Championship 1988) Shirley Englehorn (LPGA Championship 1970) So Yeon Ryu (U.S, Women's Open 2011) Sun Young Yoo (Kraft Nabisco Championship 2012) Tammie Green (du Maurier Classic 1989) |